# Luis Martínez, Mexiko
Luis Martínez är en ort i Mexiko.   Den ligger i kommunen Alvarado och delstaten Veracruz, i den sydöstra delen av landet, 300 km öster om huvudstaden Mexico City. Luis Martínez ligger 5 meter över havet och antalet invånare är 204.
Terrängen runt Luis Martínez är mycket platt. Havet är nära Luis Martínez åt nordost.  Närmaste större samhälle är Tlalixcoyan, 17,4 km väster om Luis Martínez. 